# Paul Edwards (cầu thủ bóng đá, sinh năm 1982)
Paul Edwards (sinh ngày 10 tháng 11 năm 1982) là một cựu cầu thủ bóng đá người Anh thi đấu ở Football League cho Crewe Alexandra.